# 167丁目駅 (IRTジェローム・アベニュー線)
167丁目駅（167ちょうめえき、英語: 167th Street）はニューヨーク市地下鉄IRTジェローム・アベニュー線の駅である。ブロンクス区ハイブリッジとコンコースに跨がる東167丁目とリバー・アベニューの交差点に位置し、4系統が終日停車する。

## 駅構造
| P ホーム階 | 相対式ホーム、右側ドアが開く | 相対式ホーム、右側ドアが開く                                                                      |
| P ホーム階 | 北行緩行線                   | ← ウッドローン駅行き（170丁目駅） ← ラッシュ時一部列車：バーンサイド・アベニュー駅行き（終点）    |
| P ホーム階 | 混雑方向急行線               | → 定期列車設定なし                                                                                |
| P ホーム階 | 南行緩行線                   | → ユーティカ・アベニュー駅行き（161丁目駅）→ 深夜帯：ニューロッツ・アベニュー駅行き（161丁目駅）→ |
| P ホーム階 | 相対式ホーム、右側ドアが開く |                                                                                                   |
| M          | 改札階                       | 改札口、駅員詰所、メトロカード自動販売機                                                          |
| G          | 地上階                       | 出入口                                                                                            |

駅は1917年6月2日のジェローム・アベニュー線149丁目-グランド・コンコース駅 - キングスブリッジ・ロード駅間の開業と共に開業した。1918年6月1日にはIRT9番街線からの列車が乗り入れ始め、2004年に改装工事を行っている。
駅は相対式ホーム2面と緩行線2線・急行線1線を有した2面3線の高架駅で、急行線は定期旅客列車の設定は無い。また、ラッシュ時のバーンサイド・アベニュー駅行きの列車は当駅北側で緩行線から急行線へ転線する。

### 出口

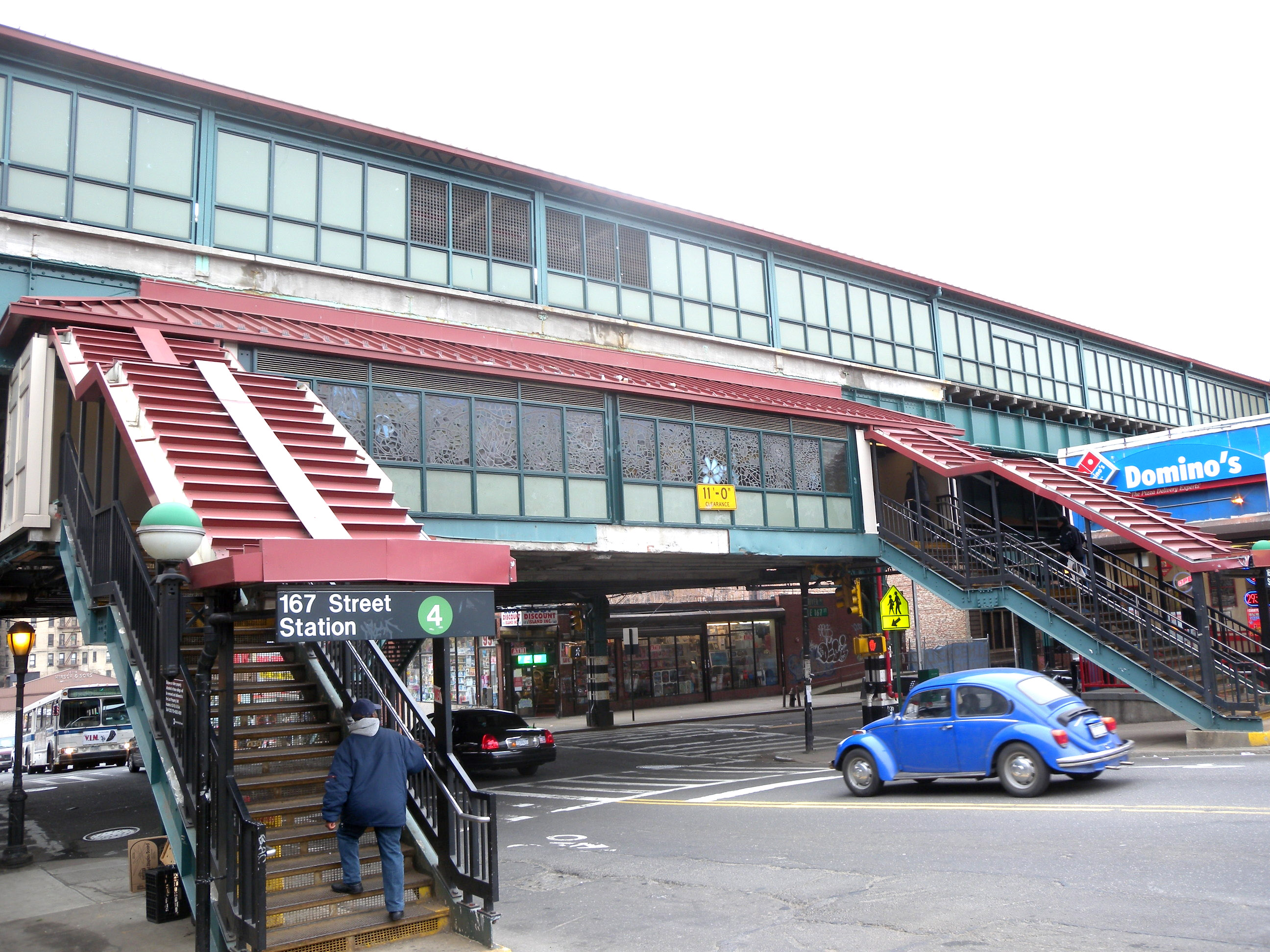
東側入口階段

改札口はホーム下にあり、南北ホームから階段が接続している。改札口からは東167丁目とリバー・アベニューの交差点北東・北西・南東・南西にそれぞれ1つずつ階段が接続している。

### ポロ・グラウンズ・シャトル
駅は1940年6月11日から1958年8月31日までIRT9番街線の最後まで残った区間である155丁目駅（ポロ・グラウンズ）- 当駅間を走るシャトル列車の北側終点駅となっていた。当駅に到着したシャトル列車は回送列車となり駅北側で急行線へ転線し、そこで折り返して南行緩行線へ転線して南行ホームに入線、155丁目駅行きとして9番街線を南へ向かっていた。ただし、末期には2両編成となり駅到着後そのまま北行緩行線で折り返し9番街線との分岐点まで逆走していた。シャトルは1958年8月31日に路線が廃止されると同時に廃止された。なお、9番街線との分岐点はまだ残っており、駅の南側から見ることができる。この分岐点は164丁目のヤンキー・スタジアム手前まで続いている。
1940年、ニューヨーク市運輸局は9番街線を現在のハーレム-148丁目駅付近でIRTレノックス・アベニュー線に接続することを提案している。しかし、セジウィック・アベニュー駅 - アンダーソン-ジェローム・アベニュース駅間の地下区間のトンネルは高架鉄道の車両基準で作られており、サードレールの高さが地下鉄よりも低くなっているという問題が出た。これは高架鉄道側のサードレールには保護カバーがなく、地下鉄側には保護カバーがあったためその分高さに差異が出ていたのである。また、9番街線の高架軌道部分が地下鉄車両の荷重を支えきれないという問題もあり接続は実現しなかった:244。